# Netelia striata
Netelia striata är en stekelart som beskrevs av Nikam 1973. Netelia striata ingår i släktet Netelia och familjen brokparasitsteklar. Inga underarter finns listade i Catalogue of Life.